# 謝思利達
謝思利達（Xie Silida，1990年6月19日—），生於中國雲南省昆明市，中國足球運動員，司職中堅，現時效力香港甲組聯賽球會葵青。

## 球員生涯
謝思利達生於中國雲南省昆明市，小時候不喜歡足球只喜歡游泳，7歲才開始接觸足球，10歲時代表昆明市到澳洲踢波，小學畢業後被家鄉的甲A聯賽球隊雲南紅塔看中加入少年隊，出道時適逢國內球壇衰退，雲南紅塔便因為成績不佳和老闆撤資而解散，雲南亦從此沒有頂級聯賽球隊，謝思利達因而透過中國國少隊教練任助教的北京國安，由13歲到19歲，謝思利達在5年間亦由青年軍去到預備隊，由於要上一隊需要關係，否則即使能升上一隊都只會是後備，離開國安後他本可獲引薦到北京大學足球系但他父親認為現在大學讀的專科和畢業後的工作沒關係而男人應有自己的事業，所以他在2010年定離開北京，在父親的朋友介紹下來到香港，加盟香港甲組足球聯賽球隊屯門，從小都是踢前鋒，直至來港後開始兼任中場和後衛，2010年9月25日，和富大埔作客以2–1擊敗屯門的香港甲組足球聯賽，由於屯門在比賽至68分鐘時，謝思利達入替本地球員袁立翔，惟當時場內已有4名塞爾維亞外援，已超出了香港足球總會註7出4的外援規例，因派出了超額外援，被判輸0–3的處分，在2010年10月24日作客元朗大球場對天水圍飛馬的香港甲組足球聯賽，首次擔任正選的謝思利達，於52分鐘取得個人來港後的首個入球，一度替屯門扳成1–1平手，惟最終以1–2落敗。
第二季轉投港菁，兩年後謝思利達轉為本地球員。2012年，多名國援球員先後加入屯門，球隊在2013至14年球季時更改由青島資金贊助，更引入共四名國援，連同謝思利達球隊一度有九名來自內地的球員。2013年12月22日，屯門在屯門鄧肇堅運動場主場迎戰對橫濱FC香港，客隊在補時3分鐘的時候開出角球，屯門國援李明衝頂入自己龍門，令球隊落敗，國援球員當時被批評得體無完膚，李明事件亦令國援球員嚴重被污名化，屯門在發生「打假波」翌日和李明解約，更取消11名球員的註冊，球隊在面對財政困難及打假波的指控下，謝思利達選擇留隊，最後屯門在該季降班收場，他本來打算轉會晨曦，但正值過渡至港超聯，晨曦最後選擇不職業化，謝思利達加盟流浪，一季後轉投大埔，最後在2016年輾轉加盟港甲球隊葵青，同年家鄉球隊雲南麗江由中乙升上中甲，球隊曾邀請他回鄉效力，但謝思利達則計劃在香港多待一至兩年，同年8月港超球隊標準灝天邀請他加盟，但謝思利達指在業餘的港甲踢足球已很開心而挽拒。

## 個人生活
謝思利達4歲時曾和家人來港玩了三天，已很喜歡香港，父母都是運動員，母親是雲南省隊籃球員，父親是劍擊運動員，屬中產家庭，曾入選中國國家少年隊，國家隊的教練從全國球會的三百多名1990年出生的球員中，揀選22人出外比賽，現時透過優才計劃來香港，目前住在深圳，擁有D級教練牌，回鄉過農曆新年時繼續考取教練牌作青訓教練，

## 外部連結
- 香港足球總會網頁球員註冊資料（页面存档备份，存于）